# هیل‌کره

طرح کانتور پتانسیل مؤثر یک سیستم ۲ جسمی. نسبت‌ها واقعی نیستند. هیل‌کره‌ها خطوط تقریباً دایره‌ای در اطراف دو تودهٔ بزرگ هستند که نقاط لاگرانژی L1 و L2 را در زمان خود ایجاد می‌کنند. هیل‌کره‌ها منطقه‌های دایره‌ای شکلی هستند که در پیرامون دو جرم دیده می‌شوند.

هیل‌کره یا کرهٔ روش، (به انگلیسی: Hill sphere) در اخترشناسی یک حوزهٔ گرانشی منطقه‌ای از یک جسم آسمانی است که گرانش آن ماهواره‌ها را زیر تأثیر خود دارد. پوستهٔ بیرونی آن منطقه از «سطحی با سرعت صفر» تشکیل شده‌است. برای نگه‌داشته‌شدن توسط یک سیاره، لازم است که مدار یک قمر در درون هیل‌کرهٔ آن سیاره قرار داشته‌باشد. چنین قمری به نوبهٔ خود دارای یک حوزهٔ هیل از نوع ویژهٔ خود است. هر جسمی درون آن محدودهٔ ویژه، به‌جای گردش بر گرد خود سیاره، به ماهواره‌ای برای آن قمر تبدیل می‌شود. یک نمونهٔ ساده در گسترهٔ منظومه شمسی، هیل‌کره خورشید؛ با توجه به ستاره‌های محلی و هسته‌های کهکشانی فعال است.
به عبارتی دقیق‌تر، هیل‌کره حوزهٔ گرانشی تأثیر یک بدن کوچکتر را در مواجهه با آشفتگی‌های از یک بدن انبوه‌تر تقریب می‌دهد.
این تعریف توسط ستاره‌شناس آمریکایی جورج ویلیام هیل، بر اساس کار ستاره‌شناس فرانسوی ادوارد روش انجام شد. به همین دلیل، آن نیز به نام کرهٔ روش (که نباید با محدودیت روش یا لب روش اشتباه گرفته‌شود) شناخته شده‌است.
در مثال سمت چپ، هیل‌کرهٔ زمین بین نقاط لاگرانژی L1 و L2، که در امتداد خط مرکزهای دو جسم (زمین و خورشید) قرار دارند، امتداد دارد.  ناحیه تأثیر جسم دوم در این جهت کوتاهترین است و بنابراین به عنوان عامل محدود کننده برای اندازهٔ کره‌هیل عمل می‌کند. فراتر از این فاصله، یک جسم سوم در مدار دور دوم (به عنوان مثال ماه) حداقل بخشی از مدار خود را خارج از حوزهٔ هیل می‌گذراند و به تدریج توسط نیروهای جزر و مدی پیکر مرکزی (در مثال خورشید) دچار اختلال می‌شود و این به گردش دور جسم دوم می‌انجامد.